# Кушнір Ольга Ярославівна
Кушнір Ольга Ярославівна (27 серпня 1957, Львів — пом. 28 серпня 2022) — українська письменниця (поетеса, драматург, прозаїк).
Після закінчення школи здобула журналістську освіту у Львівському університеті ім. Івана Франка. Працювала кореспондентом багатотиражної газети «Робітнича трибуна» на ВО «Електрон» (м. Львів), кореспондентом та редактором газети «Будівельник» тресту «Тернопільбуд» (м. Тернопіль), редактором обласної освітянської газети «Основа» (м. Львів)
Нині у Львівському міському координаційно-методичному центрі «Галицьке юнацтво» працює у газеті для дітей Львова.

## Громадська діяльність
24 березня 1989 році була секретарем перших в Україні установчих зборів Народного Руху України, до керівництва якого були обрані поети Михайло Левицький і Георгій Петрук-Попик. Працювала прес-секратерем Тернопільського відділення НРУ. Член НСПУ з 1993 року.
Була членом Ради Тернопільської організації Спілки письменників України, а також делегатом з'їздів (2004 р. і 2011 р.)
Друкувалася у журналах; «Жовтень» (№ 6 1978 р.- дебют); альманах «Вітрила — 1978», Журнал «Дзвін» (№ 7 — 8, 1992 р.); (№ 1, 2012 р.).
Журнал «Русалка Дністрова», «Тернопіль» (березень 1994 р.), а також в періодиці Львова, Тернополя і Одеси.
Основна тематика творів лірика, пізнання внутрішнього світу сучасника, почуття обов'язку перед людиною і природою.
Окремі твори перекладені на італійську та російську мови.
Покладені на музику Віталія Лазаренка збірки:
- «Вишийте матусю, вишиванку» (Тернопіль «Джура», 1998 р.);
- «Цвіла калина» (Тернопіль «Джура», 1999 р.);

## Поетичні збірки
- «Я викую із весен пісню» — Львів: Каменяр, 1984 р.
- «Імення» — Львів: Каменяр 1991 р.
- «Серце, скажи мені правду» — Тернопіль: Поліграфіст, 1994 р.
- «Осінній танець журавля» — Тернопіль; Поліграфіст, 1995 р.
- «Ще горить запалена свіча» — Львів: Рідна школа, 2001 р.
- «Ходить світами душа молода» — Львів; СПОЛОМ, 2012 р.